# St. Peter (Buch)

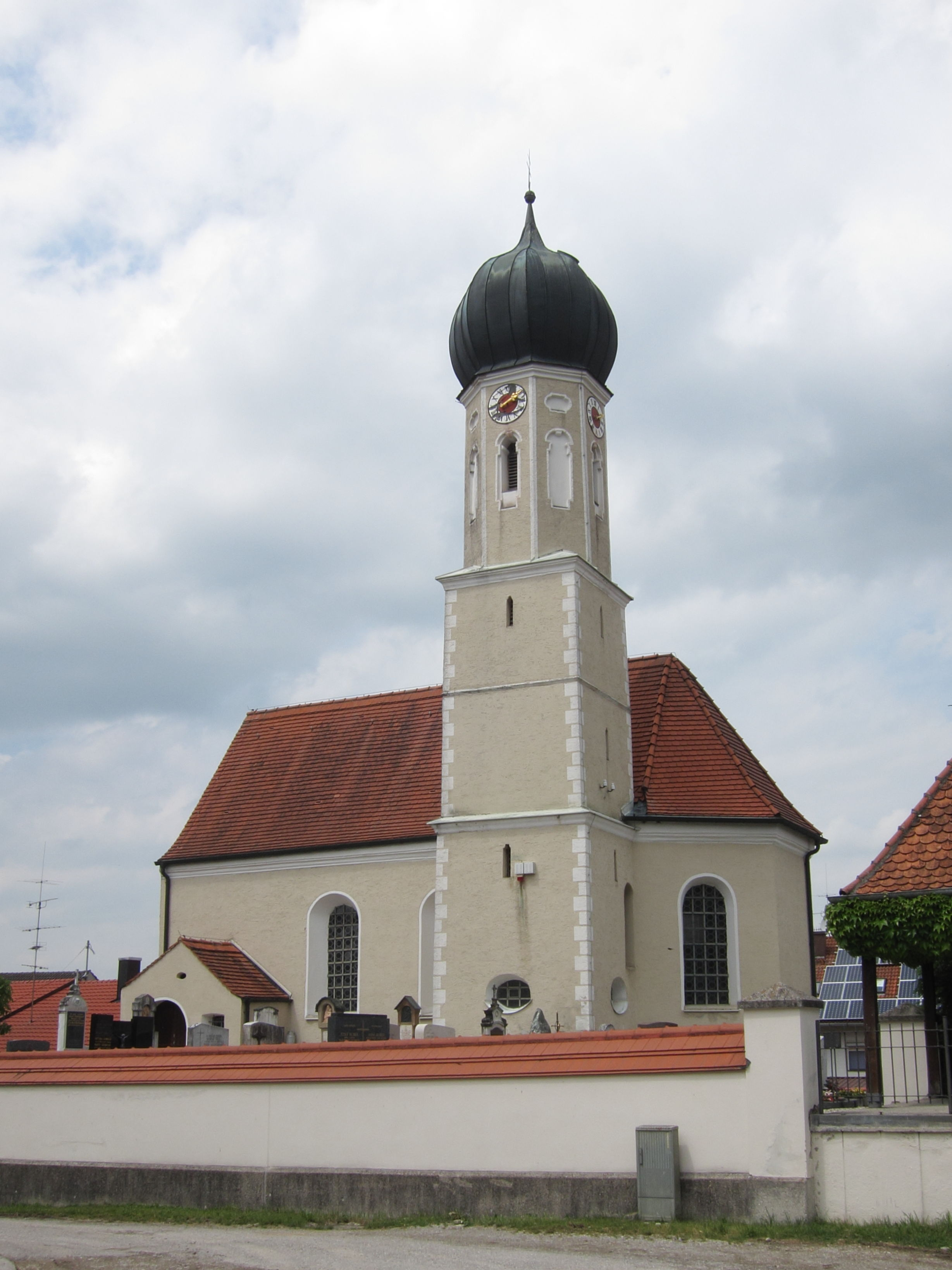
St. Peter in Buch

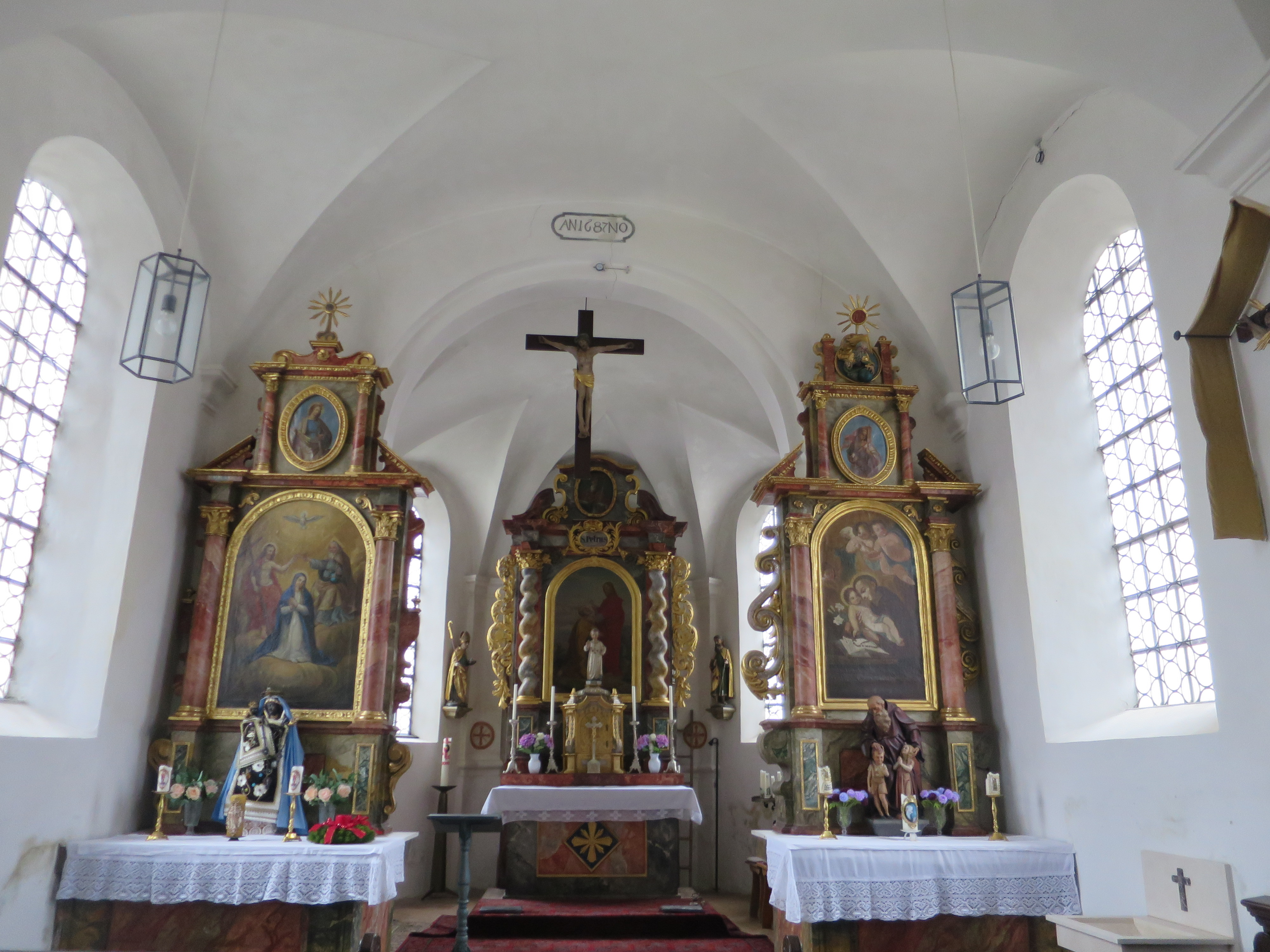
Innenansicht

Die römisch-katholische Filialkirche St. Peter steht in Buch, einem Gemeindeteil der Marktgemeinde Kirchseeon im oberbayerischen Landkreis Ebersberg. Das Bauwerk ist in der Liste der Baudenkmäler in Kirchseeon unter der Nr. D-1-75-124-6 eingetragen. Die Kirche gehört zum Dekanat Ebersberg im Erzbistum München und Freising.

## Beschreibung
Die barocke Saalkirche wurde 1687 auf mittelalterlichen Grundmauern des Vorgängerbaus errichtet. Sie besteht aus einem im Kern mittelalterlichen Langhaus, einem eingezogenen, dreiseitig geschlossenen Chor im Osten, einer Sakristei an der Nordwand und einem Chorflankenturm auf quadratischem Grundriss an der Südwand des Chors. Das mit einer Zwiebelhaube bedeckte achteckige Turmobergeschoss enthält die Turmuhr und den Glockenstuhl. 
Die einheitliche Kirchenausstattung stammt aus der Erbauungszeit.